# Lonchaea iona
Lonchaea iona is een vliegensoort uit de familie van de Lonchaeidae. De wetenschappelijke naam van de soort is voor het eerst geldig gepubliceerd in 2001 door MacGowan.